# 茲布羅什科韋
47°35′44″N 31°3′18″E / 47.59556°N 31.05500°E
茲布羅什科韋（烏克蘭語：Зброшкове），是烏克蘭南部的村莊，隸屬尼古拉耶夫州的沃茲涅先斯克區。該村面積0.62平方公里，海拔高度48米，2001年人口265，人口密度每平方公里427.4人。